# Sohier
Pour les articles homonymes, voir Sohier (homonymie).
 (décembre 2008).
Si vous disposez d'ouvrages ou d'articles de référence ou si vous connaissez des sites web de qualité traitant du thème abordé ici, merci de compléter l'article en donnant les références utiles à sa vérifiabilité et en les liant à la section « Notes et références ».
Sohier (en wallon Sohire) est une section de la commune belge de Wellin située en Wallonie dans la province de Luxembourg.
C'était une commune à part entière avant la fusion des communes de 1977.
Elle fait partie de l'association qui regroupe les plus beaux villages de Wallonie.

## Évolution démographique
- Source: DGS, 1831 à 1970=recensements population, 1976= habitants au 31 décembre

## Histoire
C’est aux premiers siècles de notre ère, comme l'atteste le cimetière découvert au lieu-dit « Le Gibet », que s’établit à Sohier un petit centre de peuplement gallo-romain. Les différentes fouilles entreprises sur ce site ont d’ailleurs révélé diverses poteries, monnaies et autres objets.
Ancienne terre carolingienne ayant appartenu à l’abbaye de Stavelot, la seigneurie de Sohier passe d’abord entre les mains du comte de Laroche, qui la donne ensuite en fief au seigneur de Daverdisse. De mariage en héritage, la famille de Ghenart entre en possession du fief et du château.
Le village n'est pas épargné par les multiples conflits qui dévastent ces contrées au cours du XVIIe siècle : tout comme le château, le village est ravagé et pillé par les troupes. Accablée, la population déserte le village : en 1659, les habitants ne sont ainsi que six à être recensés.
Lors de son mariage au début du XVIIIe siècle, la dernière héritière de la famille de Ghenart fait entrer la terre de Sohier dans la famille de Lamock. En 1858, à la mort du dernier Lamock, le château passe à sa sœur, épouse de Monsieur Baré de Comogne, dont la famille demeurera propriétaire jusqu’en 1902, date de sa vente. Pendant près de 400 ans, une même lignée - trois familles apparentées - s’est ainsi maintenue à la tête de la seigneurie et du château de Sohier. Depuis lors, on ne dénombre pas moins de sept propriétaires successifs.

## Patrimoine et culture

### Patrimoine et architecture
Village rural, Sohier présente, en sa partie la plus ancienne, un habitat traditionnel implanté parallèlement à la voirie. Une implantation qui, couplée à la proximité des bâtisses entre elles et aux séquences de mitoyenneté, accentue le caractère de « village-rue ».
Clairement identifiable, cet habitat est principalement daté de la seconde moitié du XIXe siècle et a conservé une grande unité, typique de la région Calestienne : moellons de calcaire, grès, anciens colombages et toits d’ardoises.
Cependant, le village ne dispose d’aucun élément patrimonial classé. Outre l'église Saint-Lambert et le château (voir infra), le patrimoine local comprend le presbytère, un calvaire et la chapelle Notre-Dame des Sept Douleurs.

#### L’église paroissiale Saint-Lambert
Daté de 1870, ce sanctuaire de style éclectique comporte trois nefs. L’inventaire du patrimoine y mentionne notamment deux volets provenant d’un polyptyque, deux statues polychromes en chêne, ainsi qu’un remarquable monument funéraire armorié en marbre (vers 1490).

#### Le château

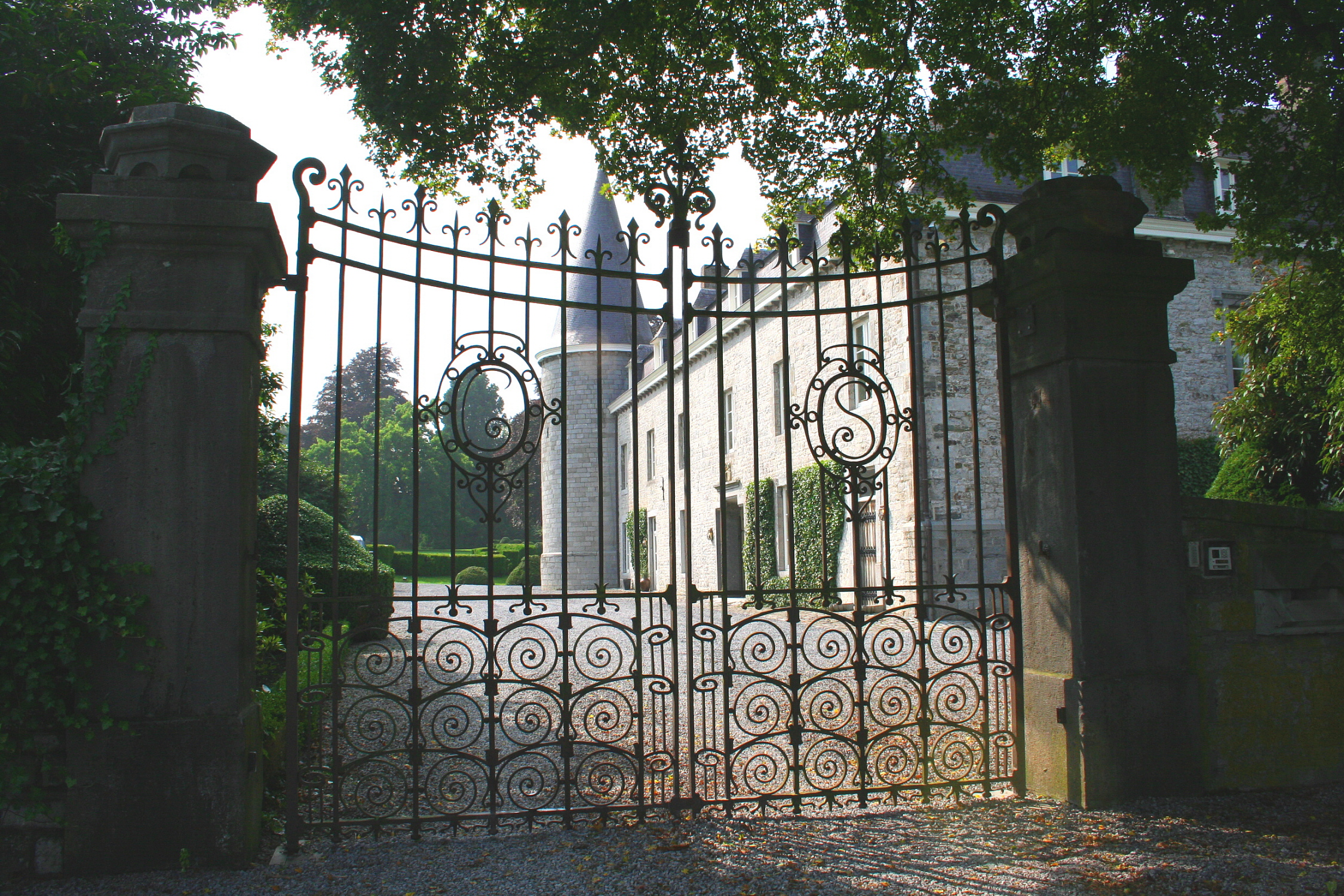
Le château (XVIIe siècle/XIXe siècles).

Sur des bases très anciennes, autrefois entouré de douves et accompagné d’une ferme, le château est organisé autour d’une cour quadrangulaire et formé de quatre ailes de deux niveaux. Différentes phases de construction et d’aménagements se sont succédé depuis les XVIe et XVIIe siècles. Le parc recèle quinze arbres remarquables. Cette propriété est aujourd’hui privée.